# Pulo Mesjid
Pulo Mesjid is een bestuurslaag in het regentschap Pidie van de provincie Atjeh, Indonesië. Pulo Mesjid telt 613 inwoners (volkstelling 2010).